# Sōgo-gaisha
Sōgo-gaisha (jap. 相互会社, „Gesellschaft auf Gegenseitigkeit“; engl. mutual insurance) ist eine japanische Rechtsform für Versicherungsgesellschaften. Sie räumt den Versicherungsnehmern bestimmte Eigentümerrechte ein. Sie wird vor allem von Lebensversicherern genutzt.
Das japanische Versicherungswesen wird im 1996 in Kraft getretenen hokengyō-hō (保険業法, „Gesetz über die Versicherungswirtschaft“) reguliert. Danach kann eine Versicherungsgesellschaft entweder als Kabushiki-gaisha (Aktiengesellschaft) oder als Sōgo-gaisha organisiert sein; ein Wechsel zwischen beiden Gesellschaftsformen ist ausdrücklich möglich. Seit dem neuen Gesetz haben mehrere Unternehmen die Umwandlung in eine Kabushiki-gaisha vollzogen, so dass nur noch wenige Sōgo-gaisha existieren.
Versicherungsnehmer genießen gewisse Rechte wie die Aktionäre von Aktiengesellschaften. So können sie über die Wahl des Vorstandes, die Gewinnverwendung und Satzungsänderungen mitbestimmen. Da die Zahl von Versicherungsnehmern bei einer großen Gesellschaft ungleich größer ist als die Zahl der Aktionäre (zum Beispiel bei Dai-ichi Seimei Hoken, seit 2010 eine Aktiengesellschaft, über 8 Millionen), werden diese Rechte in der Praxis über die Wahl von Vertretern (総代, sōdai) ausgeübt. Die Stimmrechte richten sich dabei nicht nach den Vertragssummen.